# Grenzeiche (Freital)
Die Grenzeiche ist ein Naturdenkmal in den Freitaler Stadtteilen Pesterwitz und Potschappel. Sie steht im „Grünen Tälchen“ direkt am Ufer des Hammerbachs, der an dieser Stelle den Verbindungsweg von der Kohlsdorfer Straße nach Kohlsdorf kreuzt. Der Name des Baums geht auf die Lage an der Gemarkungsgrenze zwischen Pesterwitz und Potschappel zurück. Möglicherweise wurde er als Grenzmarke gepflanzt.

## Beschreibung
Die Stieleiche (Quercus robur) war 2022 etwa 29 Meter hoch und hatte einen Stammumfang von 6,20 Metern. Der Baum wurde nach unterschiedlichen Quellenangaben zwischen 1570 und 1770 gepflanzt. Der Kronendurchmesser beträgt über 22 Meter.
Die Grenzeiche zählt zu den über 25 Naturdenkmalen in Freital. Ein ähnliches Alter weisen in der Umgebung die Wurgwitzer Sommerlinde sowie die Pesterwitzer Pesteiche auf. Auch diese Bäume sind eingetragene Naturdenkmale. Auch das sich entlang des Hammerbachs erstreckende Grüne Tälchen ist ein Flächennaturdenkmal.